# Ŋ

Eng o engma o angma (maiuscola: Ŋ, minuscola ŋ) è una lettera utilizzata per rappresentare una nasale velare in alcune lingue e nell'alfabeto fonetico internazionale.
In washo, la minuscola ⟨ŋ⟩ rappresenta il tipico suono [ŋ], mentre la maiuscola ⟨Ŋ⟩ rappresenta la consonante sorda [ŋ̊]. Questa convenzione deriva dall'alfabeto fonetico americanista.

## Storia
Il Primo trattato grammaticale, un'opera del XII secolo sulla fonologia dell'islandese antico, utilizza un singolo grafema per il suono della eng, con una forma a g con un trattino ⟨g⟩. Alexander Gill il Vecchio utilizza una g maiuscola con una coda ad uncino ed una n minuscola con la coda ad uncino di una g minuscola in corsivo ⟨ŋ⟩ per rappresentare lo stesso suono in Logonomia Anglica del 1619. William Holder la utilizza nel suo Elements of speech: An essay of inquiry into the natural production of letters del 1669, ma non venne stampata correttamente; nell'errata corrige indica che «era previsto un carattere per la Ng, viz., una n con una coda come quella di una g, che deve essere intesa dove il tipografo l'ha imitata con n o y». È stata poi utilizzata nell'alfabeto fonetico di Benjamin Franklin, con il suo attuale significato fonetico.

## Codifica per computer
Nello standard Unicode, ŋ maiuscola e minuscola sono parte del blocco Latin Extended-A e sono rappresentate rispettivamente con U+014A e U+014B.